# Dromore (Omagh)
Dromore (Iers: Droim Mór) is een plaats in het Noord-Ierse district Omagh.
Dromore telt 1095 inwoners. Van de bevolking is 14,1% protestant en 85,1% katholiek.

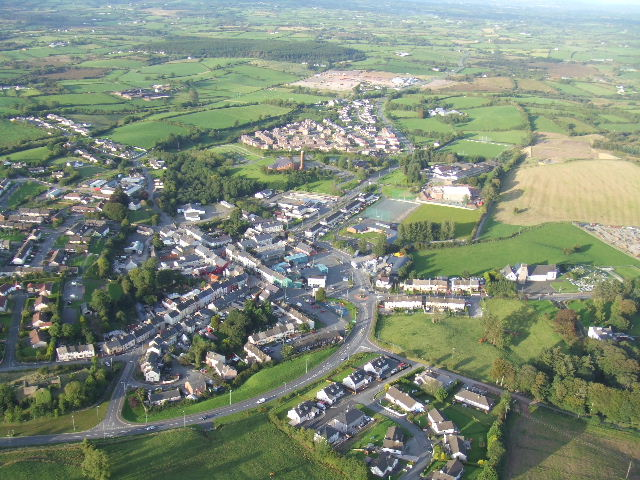
Dromore